# Рон Перлман
Рональд Н. «Рон» Перлман (англ. Ronald N. "Ron" Perlman, нар. 13 квітня 1950, Нью-Йорк.) — американський теле- і кіноактор, актор озвучування, найбільш відомий роллю Хеллбоя у фільмі Хеллбой: Герой із пекла і Хеллбой 2: Золота армія.

## Біографія
Перлман народився в районі Вашингтон Хайтс в Нью-Йорку, в єврейській родині. Його мати, Дороті, була муніципальною служителькою, а батько — ударником в джаз-бенді і механіком.
Рон ходив у середню школу імені Джорджа Вашингтона та Леман Коледж в Нью-Йорку, де й отримав ступінь бакалавра мистецтв. Пізніше він навчався в Університеті Мінессоти, де отримав ступінь магістра театральних мистецтв.

### Кар'єра
Дебют Перлмана в кіно відбувся у фільмі Жана-Жака Анно «Боротьба за вогонь» (1981). Після декількох невеликих епізодичних ролей у кіно і телесеріалах він, нарешті, отримав головну роль у серіалі «Красуня і чудовисько», де цілком закономірно зіграв чудовисько Вінсента. За роль Вінсента Рон отримав «Золотий глобус» в номінації «Найкращий телевізійний актор». Фанатів, само собою, теж неабияк додалося.
Після цього він зіграв у безлічі фільмів, таких як «Ім'я троянди» (1986), «Ромео спливає кров'ю» (1993), «Пригоди Гекельберрі Фінна» (1993), «Поліцейська академія 7: Місія в Москві» (1994), «Острів доктора Моро» (1996), «Чужий 4: Воскресіння» (1997), «Ворог біля воріт» (2001) і «Блейд II» (2002). Також він час від часу з'являвся і в серіалах — «Горець», «Зовнішні межі» і «Чудова сімка». Окремо варто відзначити дуже стильно знятий фільм «Місто загублених дітей» (Франція). Справжня слава, однак, прийшла до Перлманом тільки в 2004 році, коли він зіграв головного героя у фільмі «Хеллбой: Герой з пекла» режисера Гільєрмо дель Торо. Продюсери, до речі, хотіли на роль чортеня кого-небудь більш впізнаваного, начебто Віна Дизеля, так що дель Торо довелося відвойовувати роль для Рона. У 2008 році Перлман знову зіграв свого рогатого персонажа в другій частині фільму «Хеллбой 2: Золота армія».
З 2008 року знімається в серіалі «Сини Анархії» («Sons Of Anarchy») в ролі президента байкерського клубу.

### Особисте життя
Він одружений з Опал Перлман з 14 лютого 1981 року, і у них двоє дітей, дочка Блейк Аманда (1984), і син Брендон Евері (1990).

## Фільмографія

### Фільми
| Рік  |    | Українська назва                         | Оригінальна назва                                  | Роль                            |
| ---- | -- | ---------------------------------------- | -------------------------------------------------- | ------------------------------- |
| 1981 | ф  | Боротьба за вогонь                       | Quest for Fire                                     | Амукар                          |
| 1984 | ф  | Крижані пірати                           | The Ice Pirates                                    | Зено                            |
| 1986 | ф  | Ім'я троянди                             | The Name of the Rose                               | Сальваторе                      |
| 1992 | ф  | Сновида                                  | Sleepwalkers                                       | капітан Соамс                   |
| 1992 | ф  | Хронос                                   | Cronos                                             | Ангел де ла Гвардіа             |
| 1993 | ф  | Ромео спливає кров'ю                     | Romeo Is Bleeding                                  | адвокат                         |
| 1993 | ф  | Пригоди Гека Фінна                       | The Adventures of Huck Finn                        | татусь Фінн                     |
| 1994 | ф  | Коли таємне стає явним                   | When the Bough Breaks                              | доктор Дуглас Ебен              |
| 1994 | ф  | Поліцейська академія 7: Місія в Москві   | Police Academy: Mission to Moscow                  | Константин Каналья              |
| 1995 | ф  | Місто загублених дітей                   | The City of Lost Children                          | Уан                             |
| 1995 | ф  | Везунчик                                 | Fluke                                              | Сильвестр                       |
| 1995 | ф  | Остання вечеря                           | The Last Supper                                    | Норман Арбатнот                 |
| 1995 | ф  | Убивця, що плаче                         | Crying Freeman                                     | детектив (голос)                |
| 1996 | ф  | Острів доктора Моро                      | The Island of Dr. Moreau                           | Речник Закону                   |
| 1997 | ф  | Принц Веліант                            | Prince Valiant                                     | Болтар                          |
| 1997 | тф | Друга громадянська війна                 | The Second Civil War                               | Алан Манієскі                   |
| 1997 | ф  | Чужий 4: Воскресіння                     | Alien Resurrection                                 | Джонер                          |
| 1997 | ф  | Захисник                                 | The Protector                                      | доктор Рамзі Краго              |
| 1998 | ф  | Я прокинувся рано в день моєї смерті     | I Woke Up Early the Day I Died                     | наглядач на цвинтарі            |
| 1998 | мф | Американський хвіст 3                    | An American Tail: The Treasure of Manhattan Island | містер Граспінг (голос)         |
| 1999 | ф  | Місто щастя, штат Техас                  | Happy, Texas                                       | Маршал Нальгобер                |
| 1999 | тф | Первісна сила                            | Primal force                                       | Френк Броуді                    |
| 2000 | мф | Титан після загибелі Землі               | Titan A.E.                                         | професор Сем Такер (голос)      |
| 2000 | ф  | Ціна слави                               | Price of Glory                                     | Нік Еверсон                     |
| 2001 | ф  | Ліфт                                     | Down                                               | Мітчелл                         |
| 2001 | ф  | Ворог коло брами                         | Enemy at the Gates                                 | Куліков                         |
| 2002 | ф  | Блейд II                                 | Blade II                                           | Дітер Рейнхардт                 |
| 2002 | в  | Апокаліпсис                              | Shakedown                                          | Крістофер                       |
| 2002 | ф  | Зоряний шлях: Відплата                   | Star Trek: Nemesis                                 | намісник                        |
| 2003 | ф  | Абсолон                                  | Absolon                                            | Мерчісон                        |
| 2003 | кф | Два солдата                              | Two Soldiers                                       | полковник Маккелог              |
| 2003 | ф  | Луні Тюнз: Знову в дії                   | Looney Tunes: Back in Action                       | віце-президент Acme             |
| 2004 | ф  | Хеллбой: Герой із пекла                  | Hellboy                                            | Хеллбой                         |
| 2005 | мф | Скубі Ду. Де моя мумія?                  | Scooby-Doo! in Where's My Mummy?                   | Хотеп (голос)                   |
| 2005 | мф | Тарзан 2                                 | Tarzan II                                          | Каго (голос)                    |
| 2006 | мф | Скубі-Ду! Пірати на борту!               | Scooby-Doo! Pirates Ahoy!                          | Капітан Скунсова борода (голос) |
| 2006 | мф | Хеллбой: Меч штормів                     | Hellboy: Sword of Storms                           | Хеллбой (голос)                 |
| 2006 | ф  | Місцевий колорит                         | Local Color                                        | Кертіс Сандей                   |
| 2006 | ф  | Остання зима                             | The Last Winter                                    | Ед Поллак                       |
| 2007 | ф  | В ім'я короля: Історія облоги підземелля | In the Name of the King: A Dungeon Siege Tale      | Норрік                          |
| 2007 | мф | Хеллбой: Кров й залізо                   | Hellboy: Blood and Iron                            | Хеллбой (голос)                 |
| 2007 | мф | Досягти Терри                            | Battle for Terra                                   | старійшина Ворін (голос)        |
| 2008 | ф  | Спайдервік: Хроніки                      | The Spiderwick Chronicles                          | Рудоголовий (голос)             |
| 2008 | ф  | Хеллбой 2: Золота армія                  | Hellboy II: The Golden Army                        | Хеллбой                         |
| 2008 | ф  | Вікінги                                  | Outlander                                          | Ґуннар                          |
| 2008 | ф  | Хроніки мутантів                         | Mutant Chronicles                                  | Брат Семюель                    |
| 2008 | ф  | Я продаю мертвих                         | I Sell the Dead                                    | Отче Даффі                      |
| 2009 | в  | Могила диявола                           | The Devil's Tomb                                   | доктор Лі Веслі                 |
| 2009 | в  | Територія темряви                        | Dark Country                                       | заступник шерифа Томпсон        |
| 2009 | ф  | Робота                                   | The Job                                            | Джим                            |
| 2010 | мф | Заплутана історія                        | Tangled                                            | брати Зарізяки (голос)          |
| 2010 | ф  | Бунраку                                  | Bunraku                                            | Нікола                          |
| 2011 | ф  | Час відьом                               | Season of the Witch                                | Фелсон                          |
| 2011 | ф  | Конан-варвар                             | Conan the Barbarian                                | Корін                           |
| 2011 | ф  | Драйв                                    | Drive                                              | Ніно Паолоцці                   |
| 2012 | в  | Цар скорпіонів 3                         | The Scorpion King 3: Battle for Redemption         | Хорус                           |
| 2012 | ф  | Крутий чувак                             | Bad Ass                                            | Вільямс                         |
| 2012 | кф | Каратель: Брудна Білизна                 | The Punisher: Dirty Laundry                        | Великий Майк                    |
| 2012 | ф  | Френкі наводить шорох                    | 3, 2, 1... Frankie Go Boom                         | Філ                             |
| 2013 | мф | Ліга справедливості: Парадокс Флешпойнту | Justice League: The Flashpoint Paradox             | Дезстроук (голос)               |
| 2013 | ф  | Персі Джексон: Море чудовиськ            | Percy Jackson: Sea of Monsters                     | Поліфем                         |
| 2013 | ф  | Тихоокеанський рубіж                     | Pacific Rim                                        | Ганнібал Чоу                    |
| 2014 | мф | Книга життя                              | The Book of Life                                   | Шибальба (голос)                |
| 2014 | ф  | 13 гріхів                                | 13 Sins                                            | детектив Чілкот                 |
| 2015 | в  | Работоргівля                             | Skin Trade                                         | Віктор Драгович                 |
| 2015 | ф  | Місячна афера                            | Moonwalkers                                        | Кідман                          |
| 2015 | ф  | Стоунволлські бунти                      | Stonewall                                          | Ед Мерфі                        |
| 2016 | ф  | Справжній Рокі                           | Chuck                                              | Ел Брейверман                   |
| 2016 | ф  | Фантастичні звірі і де їх шукати         | Fantastic Beasts and Where to Find Them            | Ґнарлак                         |
| 2017 | ф  | Серхіо і Сергій                          | Sergio and Sergei                                  | Пітер                           |
| 2018 | ф  | Ешер                                     | Asher                                              | Ешер                            |
| 2018 | мф | Нові пригоди в країні Оз                 | The Steam Engines of Oz                            | Магнус (голос)                  |
| 2019 | ф  | Володарі вулиць                          | Run with the Hunted                                | Бірді                           |
| 2020 | ф  | Поклик Лондона                           | The Big Ugly                                       | Престон                         |
| 2020 | ф  | Мисливець на монстрів                    | Monster Hunter                                     | Адмірал                         |
| 2021 | ф  | Ця гра називається «Вбивство»            | This Game's Called Murder                          | містер Валлендорф               |
| 2021 | ф  | Остання жертва                           | The Last Victim                                    | шериф Хікі                      |
| 2021 | ф  | Алея жаху                                | Nightmare Alley                                    | Бруно                           |
| 2021 | ф  | Не дивися вгору                          | Don't Look Up                                      | полковник Бен Драск             |
| 2022 | ф  | Пекар                                    | The Baker                                          | Паппі Сабінські                 |
| 2022 | мф | Піноккіо                                 | Guillermo del Toro's Pinocchio                     | подеста (голос)                 |
| 2023 | мф | Герої золотих масок                      | Heroes of the Golden Mask                          | Куньї (голос)                   |
| 2023 | ф  | Трансформери: Повстання звірів           | Transformers: Rise of the Beasts                   | Оптімус Праймал (голос)         |
| 2023 | ф  | Тато зі спецназу                         | The Retirement Plan                                | Бобо                            |
| 2023 | ф  | День бою                                 | Day of the Fight                                   | Стіві                           |
| 2024 | ф  | Зачинщики                                | The Instigators                                    | Мічеллі                         |
| 2024 | ф  | Спокута гріхів                           | Absolution                                         | Чарлі Коннер                    |

### Відеоігри
- 2016 — Payday 2 — Раст

Рон Перлман озвучив монологи та діалоги у серії комп'ютерних ігор Fallout, в тому числі його голос звучить у заставці, що передує початку більшості ігор серії: "War never changes..." ("Війна ніколи не змінюється").